# جيمس فرنسيس
جيمس فرنسيس (بالإنجليزية: James Francis)‏ هو لاعب كرة قدم أمريكية أمريكي، ولد في 4 أغسطس 1968 في هيوستن في الولايات المتحدة.

## وصلات خارجية
- جيمس فرنسيس على موقع كلية كرة السلة في سبورتس رفرنس.كوم (الإنجليزية)
- جيمس فرنسيس على موقع مرجع كرة القدم المحترفة.كوم (الإنجليزية)